# 巴西驻华大使馆
巴西驻华大使馆（葡萄牙語：Embaixada da República Federativa do Brasil, Pequim），是巴西联邦共和国在中华人民共和国的最高外交代表机构。馆址位于中国北京市朝阳区光华路27号。同时也兼任巴西驻蒙古国的大使馆。

## 历史
1974年8月15日，巴西与中华人民共和国建交，并在北京设置大使馆和派驻大使。